# 윌리엄 앨프리드 파울러

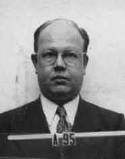

윌리엄 앨프리드 파울러(William Alfred "Willy" Fowler, 1911년 8월 9일~1995년 3월 14일)는 노벨 물리학상을 받은 미국의 천문학자이다.
미국 펜실베이니아주 피츠버그에서 태어났다. 오하이오 주립대학을 졸업하고, 캘리포니아 공과대학에서 핵물리학 박사 학위를 받았다. 마가렛 버비지, 죠프리 버비지, 프레드 호일과 공저인 논문 〈항성에서의 원소의 생성〉(Synthesis of the Elements in Stars (Reviews of Modern Physics, vol. 29, Issue 4, pp. 547–650))를 1957년 발표한다. 논문에서 설명된 이론은 저자들 이름 머릿글자를 따서 B2FH 이론으로도 불린다. 이론은 항성에서 일어나는 핵융합 과정이 어떻게 자연계에 존재하는 원소들의 비율을 결정하는지를 설명하고 있다.

파울러는 1963년 미국 천문학회의 the Henry Norris Russell Lectureship, 1978년에 에딩턴 메달, 1979년에 브루스 메달을 수상했으며, 1983년에는 노벨 물리학상까지 받았다. 캘리포니아주 패서디너에서 사망했다.